# Aly Salem
Aly Chadly Ben Salem, född 25 december 1910 i Tunis, Tunisien, död 20 februari 2001, var en tunisisk-svensk skulptör, målare och konstpedagog.
Salem var son till en läroverkslärare i Tunis. Han var huvudsakligen autodidakt men vistades en kortare tid vid konstakademien i Tunis och genom ett stort antal studieresor i Nordafrika, Italien, Belgien, Nederländerna, Frankrike och de skandinaviska länderna på 1930-talet. Han tilldelades tunisiska statens Grand prix i måleri 1936 och Nordafrikas första pris i miniatyrmåleri samma år. 
Han utförde dekorationsmålningen av den tunisiska paviljongen på Parisutställningen 1937; samma år anställdes han vid Musée de l´Homme i Paris. Han anställdes som lärare vid franska gymnasiet i Sfax, Tunisien 1940 och var 1941–1944 rektor för konstakademien i Sfax. Vid andra världskrigets slut återkom han till Sverige mer permanent. Han utförde dekoreringen av Tunisiens paviljong vid världsutställningen i Bryssel 1958. 
Under 1950-talet deltog Salem i mängder av möten och demonstrationer, där han pläderade för frihet åt sitt land. Hans intresse för kulturella förbindelser mellan Sverige och den muslimska världen manifesterade han genom generösa bidrag till Folkens museum och Etnografiska museet. Tillsammans med Carl-Einar Borgström och Martin Ivarson ställde han ut på Galleri Brinken i Stockholm och mellan 1938 och 1960 ställde han ut separat ett 20-tal gånger i Sverige. I hans konstnärliga produktion återfinns glasmålningar och gouachemåleri i pastellfärg med inslag av guld, silver och emalj. Motiven är ofta eleganta kvinnofigurer eller sagolika djur samt miljön runt Medelhavet utförda i olja. Han var gift två gånger, först med Margareta Kellgren och från 1955 med textilkonstnären Kerstin Ben Salem, född Nilsson. Salem är representerad vid Institut Tessin i Paris, Musée d´Art i Tunis,  Vänersborgs museum och Etnografiska museet .